# Chloe Kerr
Chloe Kerr, född 25 mars 1985 i Naperville, Illinois, är en amerikansk basketspelare i Södertälje BBK. 
Kerr, som är 191 cm lång, spelade på high school i Bolingbrook, Illinois och collegebasket för University of Southern California 2003-2007. Hon har spelat professionellt i Aris Holargos, Grekland (2007/2008), Ptolemaida, Grekland (2008-2010), MBK Ruzomberok, Slovakien (2010) och WNBA, där hon representerat Phoenix Mercury (2007) och Minnesota Lynx (2008). 
Säsongen 2010/2011 spelade hon i Olesa den spanska förstligan. Där snittade hon 10,5 poäng och 7,1 returer, men lämnade klubben efter bara 13 matcher, när Olesa fick ekonomiska problem.
Hon har sommaren 2011 spelat för Ballarat i Australien. Under sin Australien-sejour gjorde hon 13,3 poäng, 10,1 returer och 2,2 blockade skott per match.  
Kerr hade ett kontrakt med Telge Basket som gällde under Euro Cup-spelet 2011/2012.